# Mas la Cortalera
El Mas la Cortalera és una masia de Peralada (Alt Empordà) inclosa a l'Inventari del Patrimoni Arquitectònic de Catalunya.

## Descripció
Mas aïllat situat a la carretera entre Peralada i Mollet, de planta irregular, format per diferents cossos cadascun amb la seva funció específica (estables, habitatge, pallissa...), i coberta a dues vessants. És un edifici amb planta baixa, pis i golfes, amb un porxo de dos arcs de mig punt de pedra. Aquests arcs donen lloc a una terrassa al primer pis. La casa ha estat arrebossada i per aquest motiu no podem veure el paredat original, exceptuant els carreus de les finestres. Destaquen dues finestres del primer pis. Una per ser una finestra allindada, i l'altre per tenir una inscripció a la llinda amb la data 1481, probablement reaprofitada.